# Krzyżowa (Masyw Śnieżnika)
Krzyżowa (niem. Kreuzberg, 508 m n.p.m.) – szczyt w południowo-zachodniej Polsce, w Sudetach Wschodnich, w Masywie Śnieżnika – Krowiarkach.

## Położenie
Szczyt położony w Sudetach Wschodnich, w północno-zachodnim ramieniu Masywu Śnieżnika, w północno-zachodniej części Krowiarek, w zachodniej części masywu Żelaznych Gór. Leży w krótkim, bocznym ramieniu, odchodzącym od bezimiennej koty) 544 m n.p.m., poprzez którą łączy się z Żeleźniakiem, najwyższym wzniesieniem masywu. Leżąca na północnym wschodzie Przełęcz Piotrowicka oddziela ją od Piotrowickiego Lasu. Na południu i południowym zachodzie rozciąga się Rów Górnej Nysy (Obniżenie Bystrzycy).

## Budowa geologiczna
Szczyt zbudowany jest ze skał metamorficznych, należących do metamorfiku Lądka i Śnieżnika i powstałych w neoproterozoiku lub starszym paleozoiku, przede wszystkim z łupków łyszczykowych z wkładkami łupków łyszczykowych z granatami, wapieni krystalicznych (marmurów kalcytowych i dolomitowych), amfibolitów serii strońskiej.
Został on wypiętrzony, wraz z całymi Sudetami w trzeciorzędzie, w czasie orogenezy alpejskiej. Wtedy też się rozpoczęła jego denudacja pod wpływem czynników erozji.

## Górnictwo
Na grzbiecie znajdują się wyrobiska nieczynnych kamieniołomów wapieni krystalicznych.

## Roślinność
Cała góra porośnięta jest lasami bukowymi, mieszanymi oraz świerkowymi regla dolnego, na grzbiecie łączącym Krzyżową z pozostałą częścią Żelaznych Gór znajduje się rozległa łąka.
Rosną tu m.in. (na różnych siedliskach): buławnik wielkokwiatowy, listera jajowata, śnieżyca wiosenna, wawrzynek wilczełyko, przylaszczka, kokorycz pusta, pierwiosnka wyniosła, zawilce, złoć, orlik pospolity, konwalia majowa, konwalijka dwulistna, czworolist pospolity, kopytnik pospolity, marzanka wonna, gwiazdnice, firletka, lepnica biała, bniec czerwony, goździk, czerniec gronkowy, łubin, jaskry, dziewięćsił bezłodygowy, zimowit jesienny, czerniec gronkowy, skrzypy, paprotka zwyczajna, zanokcice i inne paprocie.

## Zabytki

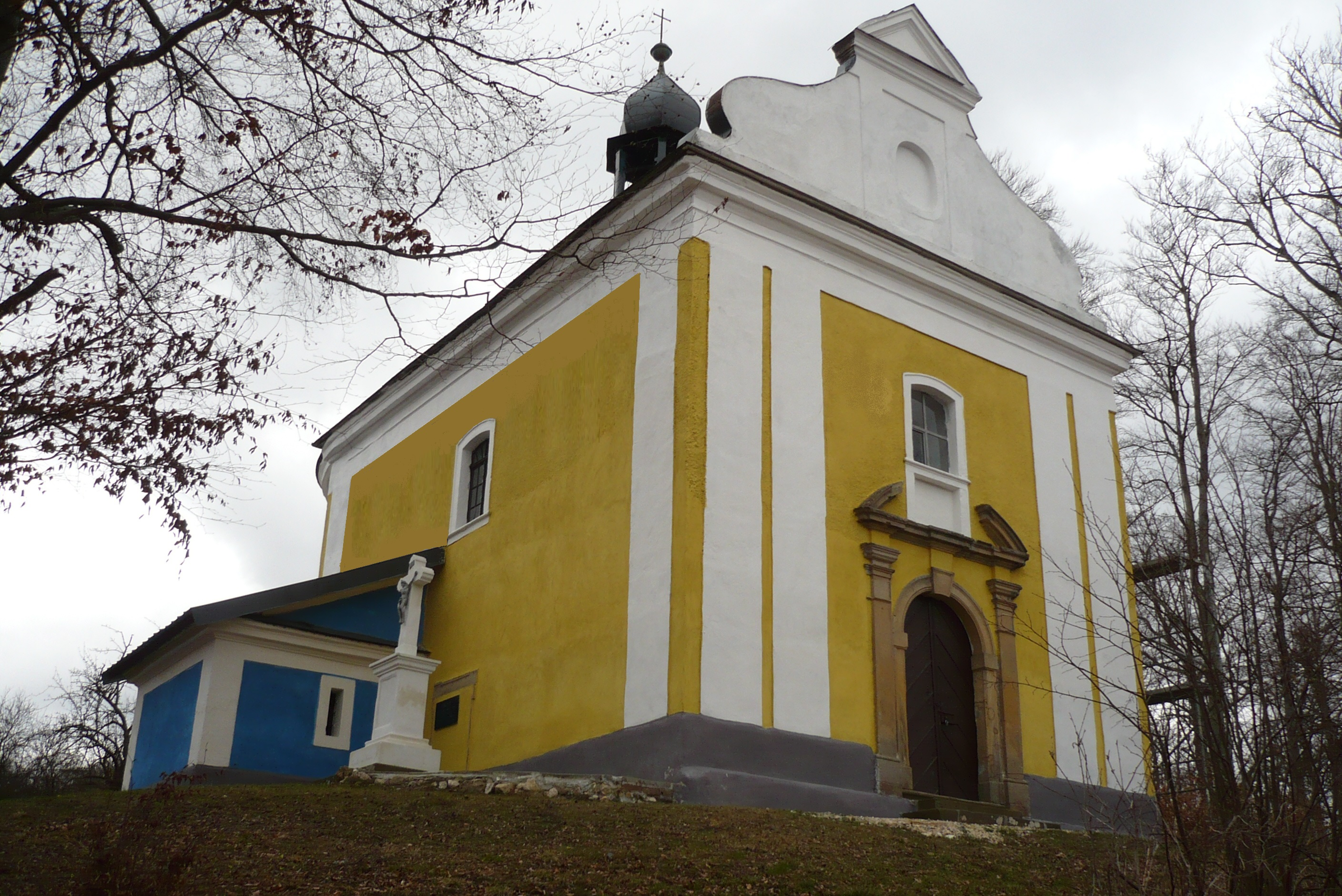
Kaplica św. Krzyża z 1736

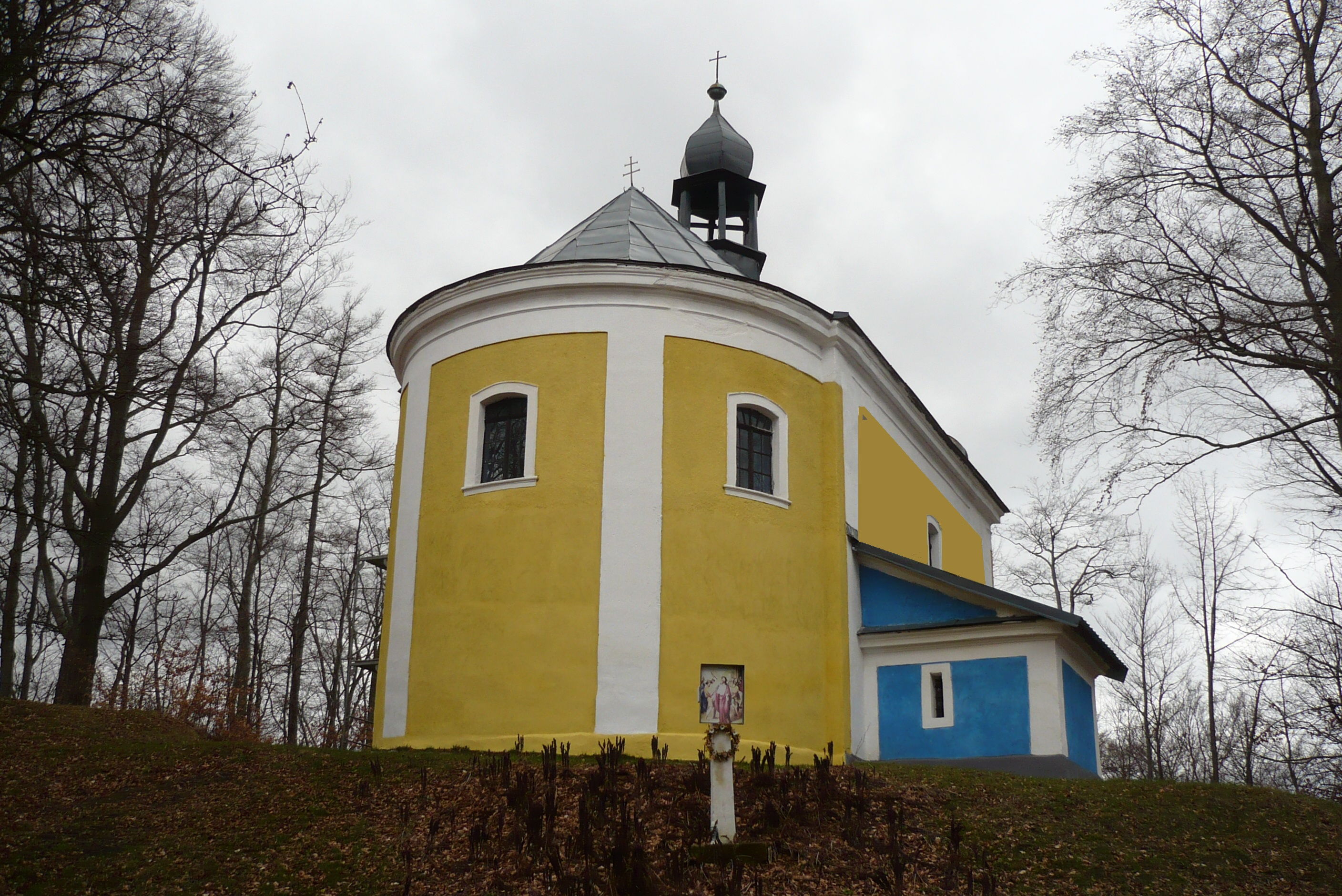
Kaplica św. Krzyża z 1736

Na pobocznym, niższym szczycie Krzyżowej (498 m n.p.m.) stoi barokowa kaplica pw. św. Krzyża z 1736 fundacji Oppersdorfów. Jest ona murowana, jednonawowa, z wyodrębnionym prezbiterium zamkniętym półkoliście, z dobudówką (zakrystią). Nakryta jest dwuspadowym dachem z sygnaturką. Od frontu główne wejście w półkoliście zakończonym kamiennym portalu między dwoma pilastrami podtrzymującymi fronton zbliżony w kształcie do entrecoupè. Ściana frontowa zwieńczona szczytem. W prezbiterium znajduje się kamienna rzeźba Ukrzyżowanie wykonana przez Michała Ignacego Klahra. Obok kaplicy stoi krzyż z 1884 a wokół stacje drogi krzyżowej.

## Szlak turystyczny
- czarny – z Bystrzycy Kłodzkiej do Ołdrzychowic biegnie pod szczytem Krzyżowej od strony zachodniej, a następnie przez Piotrowice Górne schodzi do Romanowa